# 拉塞·塞特勒
拉塞·塞特勒（挪威語：Lasse Sætre，1974年3月10日—），挪威男子速度滑冰运动员。他曾代表挪威参加1998年、2002年和2006年冬季奥林匹克运动会速度滑冰比赛，获得一枚铜牌。